# Coelophysoidea
 (mars 2011).
Super-famille
Les Coelophysoidea (cœlophysoïdes en français) forment une super-famille de dinosaures théropodes qui ont vécu au Trias supérieur et au Jurassique inférieur. 
Ils étaient très répandus géographiquement, vivant probablement sur tous les continents. C'étaient des carnivores aux formes minces, ressemblant superficiellement aux coelurosauriens avec lesquels ils étaient auparavant classés et certaines espèces avaient de discrètes crêtes crâniennes. Leur taille allait de 1 à 6 mètres de longueur. On ne sait pas de quel genre de tégument ils étaient recouverts et des artistes les ont décrits tantôt comme écailleux tantôt à plumes. Certaines espèces semblent avoir vécu en groupes, car dans certains sites, de nombreux individus ont été trouvés ensemble.
Des exemples bien connus de coelophysoides sont Coelophysis, Procompsognathus et Liliensternus. La plupart des dinosaures anciennement classés dans le taxon douteux « Podokesauridae » sont désormais classés dans les Coelophysoidea.

## Caractéristiques
Malgré leur apparition très tôt dans l'histoire des dinosaures, les coelophysoides ont un certain nombre de caractéristiques évoluées qui les séparent des théropodes primitifs. Parmi les plus importantes de ces caractéristiques (apomorphies), figure la liaison des os de la mâchoire supérieure (articulation prémaxillaire-maxillaire), qui était flexible avec un intervalle profond entre les dents des deux os. Une importante source de désaccord entre les experts de théropodes est de savoir si les coelophysoides avaient, ou non, un ancêtre commun avec les Ceratosauria (stricto sensu), plus récents que les cératosaures avec d'autres théropodes. La plupart des études récentes estiment que les Coelophysoidea ne forment pas un groupe naturel avec les cératosauriens. De même, alors que les Dilophosauridae ont toujours été inclus dans les Coelophysoidea, les études publiées dans la fin des années 2000 suggèrent qu'ils peuvent être plus étroitement apparentés aux tétanoures.

## Systématique
Les Coelophysoidea se définissent comme le clade le plus inclusif contenant Coelophysis bauri (Cope, 1889) mais pas Carnotaurus sastrei (Bonaparte, 1985), Ceratosaurus nasicornis (Marsh 1884) et Passer domesticus (Linnaeus, 1758). Les Coelophysoidea sont tous les cératosauriens plus étroitement liés aux Cœlophysis qu'aux cératosaures.

### Liste des genres
- Superfamille Coelophysoidea
  - ?Dolichosuchus
  - ?Gojirasaurus
  - ?Liliensternus
  - ?Lophostropheus
  - ?Sarcosaurus
  - Famille Coelophysidae
    - Camposaurus
    - Podokesaurus
    - Procompsognathus
    - ?Pterospondylus
    - Segisaurus
    - Sous-famille Coelophysinae
      - Coelophysis
      - « Megapnosaurus »

  - ?Famille Halticosauridae
    - ?Sous-famille Halticosaurinae
      - ?Halticosaurus

## Phylogénie

### Place au sein des théropodes
Phylogénie simplifiée des groupes de théropodes, d'après Hendrickx et al., 2015 :
- Theropoda
  - †Coelophysoidea
  - 
    - †Dilophosauridae
    - Averostra
      - †Ceratosauria
      - Tetanurae
        - †Megalosauroidea
        - Avetheropoda
          - †Allosauroidea
          - Coelurosauria
            - †Tyrannosauroidea
            - 
              - †Compsognathidae
              - Maniraptoriformes
                - †Ornithomimosauria
                - Maniraptora
                  - †Alvarezsauroidea
                  - 
                    - †Therizinosauria
                    - Pennaraptora
                      - †Oviraptorosauria
                      - Paraves
                        - Avialae
                        - Oiseaux